# Gare de Lamballe
Gare de Lamballe – stacja kolejowa w Lamballe, w departamencie Côtes-d’Armor, w regionie Bretania, we Francji.
Stacja została otwarta w 1863 roku przez Compagnie des chemins de fer de l'Ouest. Dziś jest stacją Société nationale des chemins de fer français (SNCF), obsługiwaną przez pociągi TGV Atlantique i TER Bretagne.